# 炭酸リチウム
炭酸リチウム（たんさんりちうむ、Lithium carbonate）は、化学式 Li2CO3 で表される無機化合物である。無色の塩であり、金属酸化物の製造において広く用いられている。

## 性質
他の無機塩類と同様に炭酸リチウムも多形を持つ。室温では水100mLに対し1.33gしか溶けず、高温では溶解度が低下する。この低溶解性は鉱石の水性抽出物からのリチウムの分離に使われている。水溶液はアルカリ性を示す。外見上の溶解度は二酸化炭素の低圧力下で10倍に増加するが、この効果は準安定状態の炭酸水素塩の形成によるものである。
{\displaystyle {\ce {Li2CO3\ + CO2\ + H2O -> 2LiHCO3}}}

## 用途
炭酸リチウムは工業的に重要な化合物である。二酸化ケイ素や他の材料とともに低溶融剤を形成し、炭酸リチウムに由来するガラス製品は耐熱容器として役立つ。炭酸リチウムから作られたセメントは、より早くタイルを接着される。

### リチウムの産出とリチウム化合物原料
リチウムは鉱石や鹹水を採掘して生産される。生産コストは後者の方が安価となる。いずれの場合においても多くの場合で原料から抽出されたリチウムは一旦炭酸リチウムとして産出され、他のリチウム化合物は炭酸リチウムを出発原料として二次的に製造されている。そのためリチウムの産出量などの統計では炭酸リチウム換算（LCE：Lithium Carbonate Equivalent）で表されることが多い。
鉱石を原料とする場合には硫酸リチウムとして、鹹水を原料とする場合は塩化リチウムとして濃縮、精製し、いずれの場合においても最終的に炭酸ナトリウムと反応させて炭酸リチウムが得られる。
{\displaystyle {\ce {Li2SO4 + Na2CO3 -> Li2CO3 + Na2SO4}}}
{\displaystyle {\ce {2LiCl + Na2CO3 -> Li2CO3 + 2NaCl}}}
こうして得られた炭酸リチウムはそのまま、もしくは更に他の化合物に加工されて利用される。例えば水酸化リチウムは水と混ぜてスラリー状にした炭酸リチウムに水酸化カルシウムを加え複分解反応によって水酸化リチウム溶液と炭酸カルシウムの沈殿物とし、そこから炭酸カルシウムを濾別した後に溶液を蒸発させて製造される。
{\displaystyle {\ce {Li2CO3\ +Ca(OH)2->2LiOH\ +CaCO3\downarrow }}}
またリチウムイオン二次電池の正極活物質として用いられるコバルト酸リチウムやニッケル酸リチウム等のリチウム遷移金属酸化物は炭酸リチウムと遷移金属酸化物を混合、焼成することによって製造されている。

### 医学的用途
炭酸リチウムは双極性障害の治療に使われる。リチウムイオンは脳の細胞への情報伝達を増幅する化学反応に干渉する。

#### 用法・用量
1日400〜600mgより開始する。以後3日ないし1週間毎に、1日通常1,200mgまでの治療量に漸増する。改善がみられたならば症状を観察しながら、維持量1日通常200〜800mgに漸減する。

### 溶融炭酸塩型燃料電池
溶融炭酸塩型燃料電池の電解質として炭酸リチウムと炭酸カリウムをモル比で68:32に混合した物が一般に用いられる。この混合物を溶融させて液体とすることで電解質として機能させるという特性から高温で動作させることになるため、発電効率が高く貴金属触媒が不要になる等の利点がある。一方で高温で溶融させた炭酸塩の腐食性の高さから材質の劣化による短寿命が問題となり、材質の耐食性を上げる方法の他にカソードが電解質に腐食されないように電解質の成分をリチウム/カリウム系からリチウム/ナトリウム系に変更したり、電解質と直接接触するシール部分やセパレータ部分の腐食を防ぐために電解質へ炭酸カルシウムを添加したりするなど、様々な長寿命化技術が検討されている。

### アルミニウム製錬
アルミニウムの精錬には溶融塩電解法であるホール・エルー法が用いられているが大量の電力を消費するためエネルギー効率の向上が課題となっている。原料の酸化アルミニウムの融点を下げるためにヘキサフルオロアルミン酸ナトリウムおよび三フッ化アルミニウムが融剤として添加されているが、そこに炭酸リチウムを加えるとフッ化リチウムが形成され、その導電性の高さによって電解浴の抵抗が低減され必要な電解電圧が下がるためエネルギー効率が向上する。

### 花火
リチウムは炎色反応により濃赤色の炎を作るため、炭酸リチウムの形で花火に使われている。